# Кашоейра до Сул
Кашоѐйра до Сул (на португалски: Cachoeira do Sul, на португалски се изговаря по-близко до Кашуейра ду Сул) е град в Южна Бразилия, щат Рио Гранде до Сул. Намира се на 196 km северозападно от Порто Алегре. Населението му е 86 557 души от преброяването през 2009 г.